# Przekład synodalny
Przekład synodalny – pierwszy przekład pełnej Biblii Starego i Nowego Testamentu na język rosyjski, dokonany w latach 1859–1867, a wydany w latach 1867–1876. Z przekładu korzysta większość rosyjskich chrześcijan.

## Historia

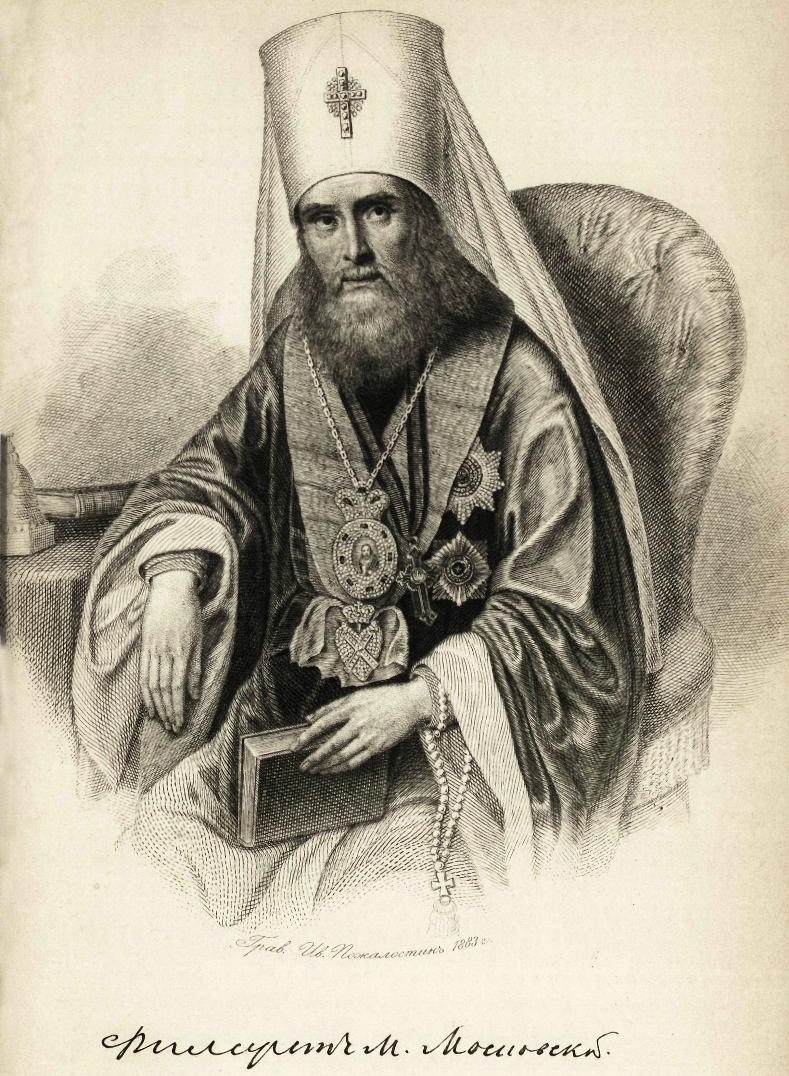
Inicjatorem przekładu był metropolita Filaret

Pracę nad pierwszym przekładem Biblii na język rosyjski rozpoczęli w roku 1813 archimandryta Makary (Głuchariow) i profesor hebraistyki Gierasim Pawski po założeniu Rosyjskiego Towarzystwa Biblijnego i uzyskaniu zgody cara Aleksandra I. Ich praca została wstrzymana w roku 1826. 
Inicjatorem zrealizowanego przekładu był metropolita moskiewski Filaret, który w 1845 roku przedstawił Synodowi potrzebę dokonania przekładu. 20 marca 1858 Synod postanowił, że przekład na język rosyjski jest niezbędny, nie dla celów liturgicznych, bo rolę tę pełni przekład na język cerkiewnosłowiański, ale dla wzrostu znajomości Pisma Świętego. Każdej z czterech akademii teologicznych wyznaczono przełożenie innej partii Biblii.
Prace przekładowe rozpoczęto w 1859 roku za panowania imperatora Aleksandra II. Pracę przekładową ukończono w 1867 roku. Najpierw wydano cztery Ewangelie w 1860, a dwa lata później pozostałe księgi Nowego Testamentu. Poszczególne partie Starego Testamentu wydawane były do roku 1875, a w 1876 wydano pełną Biblię. Autoryzowany przez Św. Synod, przekład ten jako jedyny zyskał status Biblii w Rosyjskiej Cerkwi Prawosławnej.
W czasach ZSRR ze względu na ograniczenia wydawania Biblii przekład synodalny wydawany był na Zachodzie. W okresie międzywojennym wydawany był przez Brytyjskie Towarzystwo Biblijne.
Przekład jest po dziś dzień wykorzystywany zarówno przez prawosławnych, katolików, jak i protestantów.

## Metoda i warsztat pracy
Przy tłumaczeniu korzystano z tekstu masoreckiego Starego Testamentu, Septuaginty, oraz Wulgaty. Ponadto w tłumaczeniu wykorzystano Peszittę i przekład arabski. Z Septuaginty korzystano wtedy, gdy tekst masorecki jest niejasny, bądź „obcy dla tradycji chrześcijańskiej”. Ponadto na Septuagincie bazowano w miejscach, w których tekst masorecki ma ubytki (miejsca te zostały oznakowane). W niektórych miejscach przekład nie opiera się ani na tekście masoreckim, ani Septuagincie, lecz na przekładzie cerkiewnosłowiańskim (np. 1 Sm 9,24; 10,3). Zdaniem metropolity Filareta wszystkie te miejsca przekazują utracone warianty Septuaginty.
W pracy nad Nowym Testamentem wykorzystano tekst wydany przez Matthaei oraz Scholza.

## Krytyka
Opinie krytyczne dotyczące przekładu zaczęły się pojawiać wkrótce po jego ukazaniu. Część krytyków zarzucała, że przekład w zbyt niewielkim stopniu bazuje na Septuagincie i niepotrzebnie sięga po tekst masorecki, który ich zdaniem „jest obcy dla tradycji chrześcijańskiej”. Inni krytycy zarzucali, że sięganie po Septuagintę było zbędne, a przekład w całości powinien był opierać się na tekście masoreckim.
Współcześnie I.Sz. Szifman krytykuje zbyt liczne odejścia od tekstu masoreckiego oraz to, że tłumacze kierowali się prawosławną dogmatyką. W ocenie Igora Djakonowa przekład nie spełnia wymogów naukowych.
A. Dziesnickij ocenił, że zarzuty tłumaczy wobec tekstu masoreckiego twierdzące, że został on poddany antychrześcijańskiej obróbce na przełomie I/II wieku opierają się na słabych przesłankach i dotyczą jedynie nielicznych miejsc (np. Iz 7,4). Z drugiej strony podobny zarzut postawić można Septuagincie, którą tłumacze wykorzystali w recenzji Lucjana (IV wiek). Nie zawsze tekst zaczerpnięty z Septuaginty jest oznakowany, tłumacze sięgali po Septuagintę również w miejscach, gdzie tekst masorecki jest jasny.

## Rewizja Bernarda Goetzego
W 1939 roku, na dwa miesiące przed II wojną światową, ukazała się rewizja opracowana w tajemnicy przez polskiego pastora i misjonarza metodystycznego Bernarda Goetzego (1888–1962) oraz zespół jego współpracowników. Biblia ta posiadała liczne objaśnienia, komentarze oraz kolorowe mapy. Została ona oparta na podstawie edycji z roku 1923. Biblia miała czytelny druk, a archaizmy językowe zastąpiono aktualnym słownictwem. W przekładzie wprowadzono podrozdziały uzupełnione odsyłaczami do miejsc paralelnych. Dzięki usunięciu znaku twardego zmniejszono objętość wydania o 70 stron. Nakład wydania wyniósł 10 tys. egzemplarzy z czego około 4 tys. rozprowadzono a resztę zniszczyli Niemcy.
Po wojnie Biblia w języku rosyjskim była niedostępnym towarem poszukiwanym przez Rosjan i Ukraińców. „Biblię Goetzego” postanowił wznowić Instytut Przekładów Biblijnych w Sztokholmie. W 1978 pracownicy Instytutu poprosili Jana, starszego syna Goetzego o pomoc w przygotowaniu drugiego wydania. Przekazał on Instytutowi oryginalną odbitkę typograficzną edycji przygotowanej przez ojca wykonaną czytelnym drukiem na dobrej jakości papierze. Drugie wydanie „Biblii Goetzego” ukazało się w roku 1981. Biblia ta trafiła do ukraińskich księgarń wysyłkowych. W roku 1990 metodyści ze Stanów Zjednoczonych wydrukowali w Chinach 50 tys. egzemplarzy oraz przekazali je do Moskwy.